# ریمانت یونوشیتا
ریمانت یونوشیتا (انگلیسی: Rimantė Jonušaitė؛ زادهٔ ۲۵ اکتبر ۲۰۰۳) بازیکن فوتبال اهل لیتوانی است.
وی همچنین در تیم ملی فوتبال Lithuania بازی کرده‌است.